# ショートケーキ (曲)
「ショートケーキ」は、日本の女性アイドル・柏木由紀の楽曲。楽曲は秋元康により作詞、作曲家ユニットのYUMAにより作曲されている。柏木が所属している女性アイドルグループ・AKB48からのソロデビューシングルとして、2013年2月6日にYukiRingから発売された。

## 概要
AKB48メンバー（過去の在籍者を含む）のソロデビューは、板野友美、前田敦子、岩佐美咲、渡辺麻友、指原莉乃、松井咲子、河西智美に続き、8人目となり、また独自レーベルからのリリースはグループ史上初の事例となった。表題曲は自身が主演を務めるテレビ東京系ドラマ『ミエリーノ柏木』の主題歌に起用された。
楽曲のシングルCDは、3種の初回盤（それぞれTYPE-A、B、Cと区別されている）、3種の通常盤（それぞれTYPE-A、B、Cと区別されている）、劇場盤の計7種類がリリースされた。劇場盤は販路限定盤で、サイト「セブンネットショッピング」を通して販売された。初回盤と通常盤の計6種にはDVDが付属しており、その収録内容はタイプ名ごとに異なっている（同一タイプの初回盤と通常盤は収録内容が同一である）。収録曲は3種の初回盤と劇場盤の計4種それぞれで異なっており、通常盤の3種の収録曲はそれぞれと同じタイプ名の初回生産限定盤と同一である。ジャケットのデザインは7種類すべて異なっている。劇場盤には、柏木が憧れている石川梨華（元モーニング娘。）とのインタビュー音声が収録されている。
特典として、3種の初回盤にはトレーディングカード（全6種のうちランダムで1種）およびイベント応募券が封入されている。このほか、初回盤TYPE-Aおよび通常盤TYPE-Aには付属しているDVDの収録内容である「柏木由紀の鹿児島くる!?」内で告知されている柏木由紀プレミアムプレゼントが当たる応募券が封入されている。また、初回盤と通常盤の計6種類を同時に購入することにより、6枚収納特製3Dケースが特典としてプレゼントされる。劇場盤には握手会参加券が封入されているが、封入されていないバージョンも存在する。また、すべての種類のCDにドラマ『ミエリーノ柏木』のDVD BOXおよびブルーレイBOXの発売決定チラシが封入されており、このチラシに同商品と連動した「W購入者応募特典」の応募券が付属している（この応募券はDVD BOXおよびブルーレイBOXに封入されている応募用紙に貼り付けて使用する）。
楽曲は、2012年12月31日深夜から翌年1月1日未明にかけて放送された『CDTVスペシャル 年越しプレミアライブ 2012→2013』（TBS）でテレビ初披露された。

## イベント
本作のType-A/B/Cの初回盤の購入者に対して、封入されている応募カードで、2013年2月17日東京国際フォーラム ホールAにおいて開催された『柏木由紀 1stシングルリリースイベント&2ndソロライブ 寝ても覚めてもゆきりんワールド 〜夢中にさせちゃうぞっ!〜』の抽選に参加できた。
また、セブンネットショッピングのみの限定販売・劇場盤には、個別握手会の参加券が封入されている。当該握手会は発売日の2013年2月6日に東京、3月30日に大阪、3月31日に名古屋で開催された。

## チャート成績
2013年2月18日付オリコン週間シングルチャートでは初登場2位にランクインした。初動売上は約10.5万枚を記録した。

## シングル収録トラック

### TYPE-A
「初回盤TYPE-A」「通常盤TYPE-A」ともに収録トラックは同一。
| #         | タイトル                                                             | 作詞      | 作曲      | 編曲             | 時間  |
| --------- | -------------------------------------------------------------------- | --------- | --------- | ---------------- | ----- |
| 1.        | 「ショートケーキ」                                                   | 秋元康    | YUMA      | YUMA             | 4:38  |
| 2.        | 「それでも泣かない」                                                 | 秋元康    | 川崎里実  | 五十嵐“IGAO”淳一 | 4:43  |
| 3.        | 「桜の木になろう Acoustic Ver. feat. 押尾コータロー」                | 秋元康    | 横健介    | 押尾コータロー   | 5:29  |
| 4.        | 「ショートケーキ (Instrumental)」                                    |           |           |                  | 4:38  |
| 5.        | 「それでも泣かない (Instrumental)」                                  |           |           |                  | 4:43  |
| 6.        | 「桜の木になろう Acoustic Ver. feat. 押尾コータロー (Instrumental)」 |           |           |                  | 5:26  |
| 合計時間: | 合計時間:                                                            | 合計時間: | 合計時間: | 合計時間:        | 29:37 |

| #  | タイトル                        | 作詞 | 作曲・編曲 |
| -- | ------------------------------- | ---- | ---------- |
| 1. | 「ショートケーキ」(Music Video) |      |            |
| 2. | 「柏木由紀の鹿児島くる!?」      |      |            |

### TYPE-B
「初回盤TYPE-B」「通常盤TYPE-B」ともに収録トラックは同一。
| #         | タイトル                            | 作詞      | 作曲      | 編曲             | 時間  |
| --------- | ----------------------------------- | --------- | --------- | ---------------- | ----- |
| 1.        | 「ショートケーキ」                  | 秋元康    | YUMA      | YUMA             | 4:38  |
| 2.        | 「それでも泣かない」                | 秋元康    | 川崎里実  | 五十嵐“IGAO”淳一 | 4:43  |
| 3.        | 「未来橋」                          | 秋元康    | 吉野貴雄  | 五十嵐“IGAO”淳一 | 5:07  |
| 4.        | 「ショートケーキ (Instrumental)」   |           |           |                  | 4:38  |
| 5.        | 「それでも泣かない (Instrumental)」 |           |           |                  | 4:43  |
| 6.        | 「未来橋 (Instrumental)」           |           |           |                  | 5:05  |
| 合計時間: | 合計時間:                           | 合計時間: | 合計時間: | 合計時間:        | 28:54 |

| #  | タイトル                           | 作詞 | 作曲・編曲 |
| -- | ---------------------------------- | ---- | ---------- |
| 1. | 「ショートケーキ」(Music Video)    |      |            |
| 2. | 「ゆきりんの鹿児島グルメレポート」 |      |            |

### TYPE-C
「初回盤TYPE-C」「通常盤TYPE-C」ともに収録トラックは同一。
| #         | タイトル                            | 作詞      | 作曲      | 編曲             | 時間  |
| --------- | ----------------------------------- | --------- | --------- | ---------------- | ----- |
| 1.        | 「ショートケーキ」                  | 秋元康    | YUMA      | YUMA             | 4:38  |
| 2.        | 「それでも泣かない」                | 秋元康    | 川崎里実  | 五十嵐“IGAO”淳一 | 4:43  |
| 3.        | 「クラス会の後で」                  | 秋元康    | 小網準    | 酒井陽一         | 4:41  |
| 4.        | 「ショートケーキ (Instrumental)」   |           |           |                  | 4:38  |
| 5.        | 「それでも泣かない (Instrumental)」 |           |           |                  | 4:43  |
| 6.        | 「クラス会の後で (Instrumental)」   |           |           |                  | 4:39  |
| 合計時間: | 合計時間:                           | 合計時間: | 合計時間: | 合計時間:        | 28:02 |

| #  | タイトル                        | 作詞 | 作曲・編曲 |
| -- | ------------------------------- | ---- | ---------- |
| 1. | 「ショートケーキ」(Music Video) |      |            |
| 2. | 「由紀日和」                    |      |            |

### 劇場盤
| #         | タイトル                                  | 作詞      | 作曲      | 編曲             | 時間  |
| --------- | ----------------------------------------- | --------- | --------- | ---------------- | ----- |
| 1.        | 「ショートケーキ」                        | 秋元康    | YUMA      | YUMA             | 4:38  |
| 2.        | 「それでも泣かない」                      | 秋元康    | 川崎里実  | 五十嵐“IGAO”淳一 | 4:43  |
| 3.        | 「ジェラシーパンチ」                      | 秋元康    | COZ       | 酒井陽一         | 4:00  |
| 4.        | 「ショートケーキ (Instrumental)」         |           |           |                  | 4:38  |
| 5.        | 「それでも泣かない (Instrumental)」       |           |           |                  | 4:43  |
| 6.        | 「ジェラシーパンチ (Instrumental)」       |           |           |                  | 4:00  |
| 7.        | 「柏木由紀×石川梨華 (Special Interview)」 |           |           |                  |       |
| 合計時間: | 合計時間:                                 | 合計時間: | 合計時間: | 合計時間:        | 26:42 |